# Fumaratatmung
Unter Fumaratatmung versteht man eine anaerobe Atmung, bei der nicht Sauerstoff, sondern C4-Dicarboxylat (meist Fumarat oder Fumarsäure) als Elektronenakzeptor fungiert. Dabei wird ein Molekül Fumarat zu einem Molekül Succinat (Bernsteinsäure) zur Energiegewinnung reduziert.
Die Fumaratatmung liefert vergleichsweise wenig Energie (Redoxpotential Eo' + 0,03 V bei Fumaratatmung gegenüber + 0,82 V bei aerober Atmung).

## Vorkommen
Fumaratatmung kann von fakultativen Anaerobiern genutzt werden. Befähigt sind dazu nur Prokaryoten, insbesondere Archaeen und Eubakterien als Bewohner feuchter Standorte (Gewässersedimente oder in grundwasserführenden Schichten oder bei Staunässe oder kloakal in tierischen Organismen) wie Escherichia coli. Andere Arten sind z.b. Wolinella succinogenes, verschiedene Clostridien und Desulfovibrio gigas. Wolinella kann hierbei H2 als Elektronendonor nutzen.
Viele Endoparasiten wie Bandwürmer scheinen ebenfalls fakultative Anaerobier zu sein und können Fumaratatmung nutzen. Jedoch geht die anaerobe Stoffwechselfähigkeit auf symbiontische Bakterien zurück, welche die Energieumsetzung zur Verfügung stellen.

## Stoffwechselregulation
E. coli ist ein fakultativer Anaerobier. Die Entscheidung zwischen aerobem und anaerobem Stoffwechsel trifft der globale Regulator Fnr (Fumarat/Nitrat Regulator). In Abwesenheit von Sauerstoff induziert er die Genexpression aller anaeroben Stoffwechselenzyme, unter aeroben Bedingungen ist Fnr inaktiv. Um verschiedene Substrate als Elektronenakzeptor nutzen zu können, müssen jeweils verschiedene Enzyme dem Stoffwechsel zur Verfügung stehen.
Die Steuerung der transkriptionellen Genexpression für die Fumaratatmung liefert das Zweikomponentensystem DcuSR, bestehend aus der Sensorkomponente DcuS (eine membranständige Histidinkinase zur Substraterkennung) und dem Responseregulator DcuR (ein cytoplasmatischer Mechanismus zur Signaltransduktion). DcuSR wird aktiviert, wenn DcuS im Außenmedium C4-Dicarboxylat wahrnimmt, aber keine andere nutzbare Energiequelle.

## Stoffwechsel
Für die Fumaratatmung sind spezielle Proteine bzw. Enzyme erforderlich: eine membranständige terminale Oxidoreduktase, die Fumarat-Reduktase FrdABCD, welche in einigen Untereinheiten identisch ist mit der Succinat-Dehydrogenase. Daneben wird der Fumarat/Succinat Antiporter DcuB (Transportprotein) benötigt zur Aufnahme des Fumarates aus dem Umgebungsmedium.